# 贝勒纳沃
贝勒纳沃（法語：Bellenaves，法語發音：[bɛlnav]）是法国阿列省的一个市镇，位于该省南部，属于蒙吕松区。

## 地理
贝勒纳沃（46°12'2"N, 3°4'48"E）面积34.88 平方千米，位于法国奥弗涅-罗讷-阿尔卑斯大区阿列省，该省份为法国中部省份，北起涅夫勒省、西北接谢尔省，西南至克勒兹省，南至多姆山省，东南临卢瓦尔省，东临索恩-卢瓦尔省。
与贝勒纳沃接壤的市镇（或旧市镇、城区）包括：舍泽勒、希拉莱格利斯、库唐苏兹、拉利佐勒、莫内斯捷、纳沃、塔克萨瑟纳、瓦利尼亚、沃斯。
贝勒纳沃的时区为UTC+01:00、UTC+02:00（夏令时）。

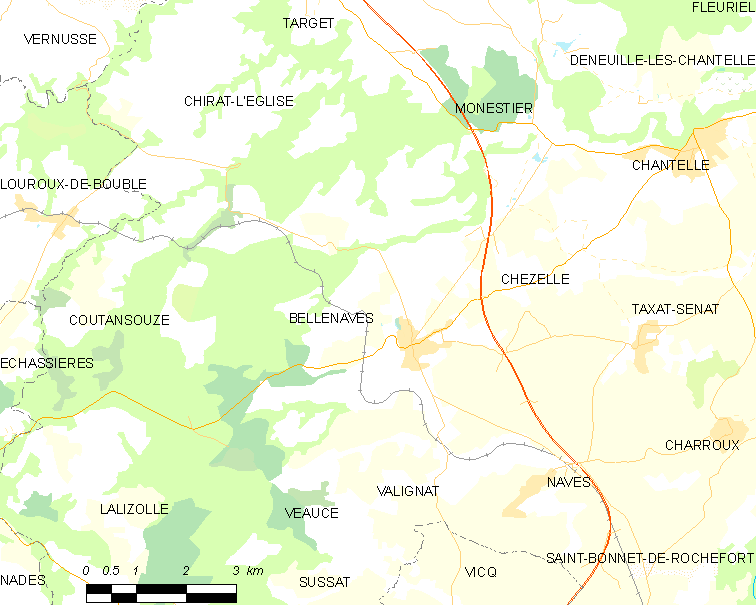
贝勒纳沃的OSM定位图

## 行政
贝勒纳沃的邮政编码为03330，INSEE市镇编码为03022。

## 政治
贝勒纳沃所属的省级选区为加纳县。

## 交通
蒙吕松－克莱蒙费朗铁路经过贝勒纳沃。

## 人口

1962-2008年间贝勒纳沃人口变化图示

贝勒纳沃于2022年1月1日时的人口数量为986人。